# Mižerja
Mižerja är en kroatisk låt med musikgruppen Klapa s Mora.

## Eurovision
Den 15 januari 2013 meddelade HRT att de valt ut låten till att vara Kroatiens bidrag i Eurovision Song Contest 2013. Låten hade tagits ut internt av TV-bolaget, dock vid det tillfället utan en färdig artist. Den 11 februari meddelades det att låten skulle framföras av en grupp som skulle få artistnamnet Super Klapa och att låten då skulle spelas in. Den 27 februari släpptes låten fri vid en direktsändning. Där meddelades också att gruppens officiella namn blir Klapa s Mora. Låten framfördes i den första semifinalen av ESC men gick inte vidare till final.